# Bob Wise
Robert Ellsworth Wise Jr. dit Bob Wise, né le 6 janvier 1948 à Washington (district de Columbia), est un homme politique américain membre du Parti démocrate. Il a notamment été gouverneur de Virginie-Occidentale.

## Biographie
Diplômé de l'université Duke puis de l'université Tulane, Bob Wise s'installe comme avocat à Charleston en 1975. 
Après un mandat au Sénat de Virginie-Occidentale (1980-1982), il est élu à la Chambre des représentants des États-Unis de 1983 à 2001.
Lors des élections de 2000, Wise est élu gouverneur de Virginie-Occidentale en battant le républicain sortant Cecil H. Underwood (en). Alors que la Virginie-Occidentale est l'État avec le plus faible taux de diplômés de l'université, Wise met en place les bourses Promise, finançant les études des élèves les plus méritants,. Au printemps 2003, il admet avoir eu une relation extraconjugale avec une employée de l'État. Il annonce trois mois plus tard qu'il ne sera pas candidat à un second mandat l'année suivante,.
En 2005, il devient président de l'Alliance for Excellent Education.